# Ptolemaios X
Ptolemaios X Ptolemaios Alexander var kung i ptolemeiska riket från 110 till 109 f.Kr. och 107 till 88 f.Kr.. Han var son till Ptolemaios VIII Euergetes och Kleopatra III.